# 小行星3366
小行星3366（英語：3366 Godel）是一颗围绕太阳公转的小行星。1985年9月22日，T. Schildknecht在齐美尔瓦尔德发现了此天体。
这颗小行星的绝对星等为148.92737等。